# Palais de justice de Saintes
Le palais de justice de Saintes a été édifié entre 1859 et 1863 par les architectes Victor Fontorbe et Henri Van Cleemputte. Dominant le cours impérial (aujourd'hui cours national) et l'actuelle esplanade du Maréchal Foch, il est construit dans un style néoclassique tardif. 
Construit à l'emplacement de l'ancien couvent des cordeliers, ses vastes proportions s'expliquent par le fait qu'il abrite la cour d'assises du département. En effet, bien que la préfecture ait été transférée à La Rochelle en 1810, l'empereur Napoléon Ier accorda à la ville le droit de conserver ses prérogatives judiciaires.

## Historique
Une importante administration judiciaire est attestée à Saintes dès l'ancien régime : la ville compte alors un présidial (situé place de l'échevinage, il ne doit pas être confondu avec l'hôtel du même nom), lequel dépend du parlement de Bordeaux. Un juriste saintongeais du XVIIe siècle nommé Cosme Béchet est à l'origine de la publication à Saintes d'un recueil de lois titré L'usance de Saintonge préfigurant par plusieurs aspects le code napoléonien.
Saintes conserve le privilège de conserver la cour d'assises après le transfert de la préfecture à La Rochelle en 1810. Cependant le manque d'infrastructures adaptées ne tarde pas à se faire sentir, motivant la construction d'un nouveau palais de justice dans la seconde moitié du XIXe siècle. Le site retenu pour la construction est l'ancien couvent des cordeliers, le long de l'axe formé par le cours national (rebaptisé cours impérial sous le Second Empire), artère majeure percée à partir de 1817.
Le bâtiment s'inspire largement du style néoclassique : sa façade, monumentale, est formée d'un portique à colonnes doriques. Le square Foch fait la liaison entre le parvis du palais de justice et le théâtre Gallia, autre édifice élevé sous le Second Empire.

## Filmographie
- 2014-2015 : La Loi de Barbara, série télévisée[1]
- 2023 : Anatomie d'une chute, film de Justine Triet, tourné en avril-mai 2022 au tribunal. Il est à noter que le tableau de 4,80 × 4,50 mètres représentant l'Allégorie de la Justice, créé pour le tournage, est ensuite resté en place à la demande du président du tribunal[2].